# Ford Fairlane 500 Skyliner
Voir aussi Ford Crestline Skyliner pour la Ford de 1954 et Ford Fairlane Crown Victoria Skyliner pour la Ford Fairlane Crown Victoria de 1955-1956, toutes deux avec un panneau de toit en verre acrylique.
La Ford Fairlane 500 Skyliner est un coupé cabriolet full-size deux portes, de la famille des Ford 1957, fabriquée et commercialisée par la Ford Motor Company pour les années modèles 1957-1959. Pour l'année modèle 1959, le nom a changé pour Ford Fairlane 500 Galaxie Skyliner très peu de temps après le début de la production (également illustré comme tel dans la brochure, mais décrit uniquement comme «Galaxy» dans le texte connexe). Le mécanisme du toit rétractable, commercialisé sous le nom de «Hide-Away Hardtop», était unique aux produits de la marque Ford et il n'était pas proposé sur les véhicules des marques Continental, Lincoln, Mercury ou Edsel. Au total, 48 394 unités ont été fabriquées.

## Conception
Faisant partie de la gamme Ford Fairlane 500, la Skyliner Retractable n'était que la deuxième voiture de l'histoire à être produite en série avec un toit rigide rétractable (après la Peugeot 402 Eclipse Décapotable de 1936); la première à atteindre des numéros de série à quatre et cinq chiffres et la première série produite en coupé cabriolet avec un toit à deux segments. Au moment de son introduction, la Skyliner était le seul véritable cabriolet à toit rigide.

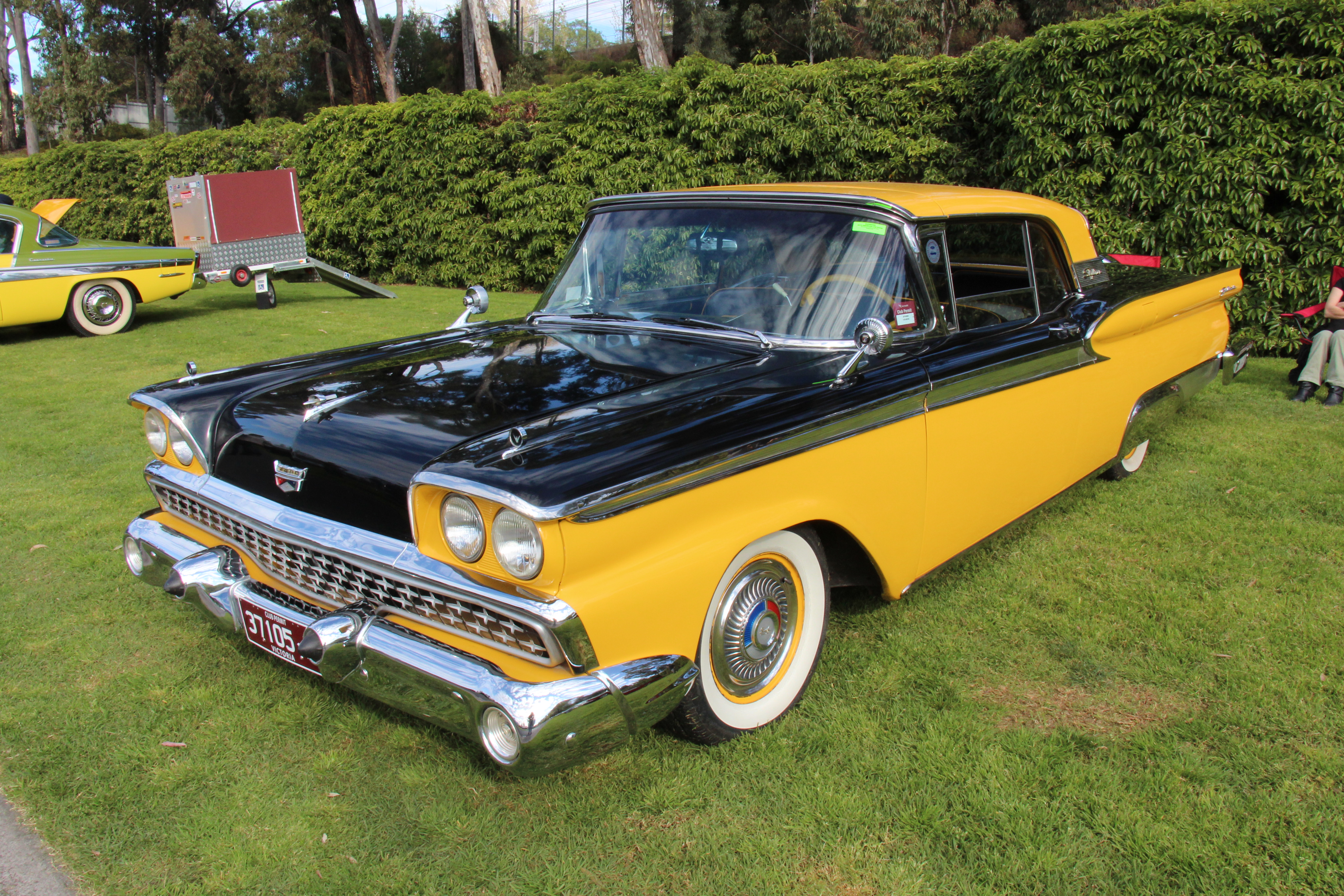
Ford Galaxie 500 Skyliner de 1959.

Le toit rétractable de la Skyliner fonctionnait via un mécanisme complexe qui pliait l'avant du toit et le rétractait sous le couvercle du coffre arrière. Au lieu des mécanismes hydrauliques typiques, le toit de la Skyliner utilisait sept moteurs électriques réversibles (six pour les modèles de 1959), quatre vérins de levage, une série de relais, dix interrupteurs de fin de course, dix solénoïdes, quatre mécanismes de verrouillage pour le toit et deux mécanismes de verrouillage pour le couvercle du coffre et 610 pieds (185,9 m) de câblage. Le toit lui-même occupait une grande partie de l'espace disponible dans le coffre, limitant les ventes de la voiture, bien que le mécanisme fonctionnait de manière fiable,,. La production s'élevait à 20 766 unités en 1957, diminuant à 14 713 en 1958 et à 12 915 en 1959. Une horloge électrique était standard. La consommation de carburant était d'environ 14 miles par gallons US (17 litres aux 100 km; 17 miles par gallon impériaux) dans l'ensemble. Le réservoir de carburant était placé verticalement à l'arrière du siège arrière, offrant une sécurité accrue en cas de collision arrière.
L'empattement de la Skyliner était de 118 pouces (3 000 mm) et la longueur totale en 1957 était de 210,8 pouces (5 350 mm),.
Au cours de l'année modèle 1959, Ford a ajouté la nouvelle finition haut de gamme Galaxie à sa gamme full-size, et le modèle Skyliner est devenu une partie de cette finition,. Bien que la Galaxie de 1959 ait été désignée comme une finition distincte, les Galaxie portaient à la fois les badges «Fairlane 500» et «Galaxie», à l'arrière et sur les côtés respectivement. Elle venait avec le moteur V8 standard de 292 pouces cubes (4,8 L) et 200 ch (149 kW; 203 PS).
Nécessitant un toit plus court et un coffre plus long, le concept du toit rétractable était à l'origine destiné à la marque Continental de Ford,. La complexité du mécanisme aurait nécessité une position marketing encore plus chère pour une Continental, et lorsque Ford a prévu des pertes pour cette proposition, la société a repensé le modèle et l'a redessiné sous la ceinture de caisse – projetant qu'elle attirerait plus d'acheteurs sous la marque Ford. Bien que prémonitoire, le concept a finalement attiré plus d'attention que de ventes; elle était chère, considérée comme peu fiable et le toit consommait presque tout l'espace du coffre lorsqu'il était rétracté.
Bien que la mécanique réelle diffère, la conception du toit rétractable de la Skyliner a ensuite été adoptée, en tissu, pour les Lincoln Continental cabriolets de 1961-67.

## Moteurs et transmissions

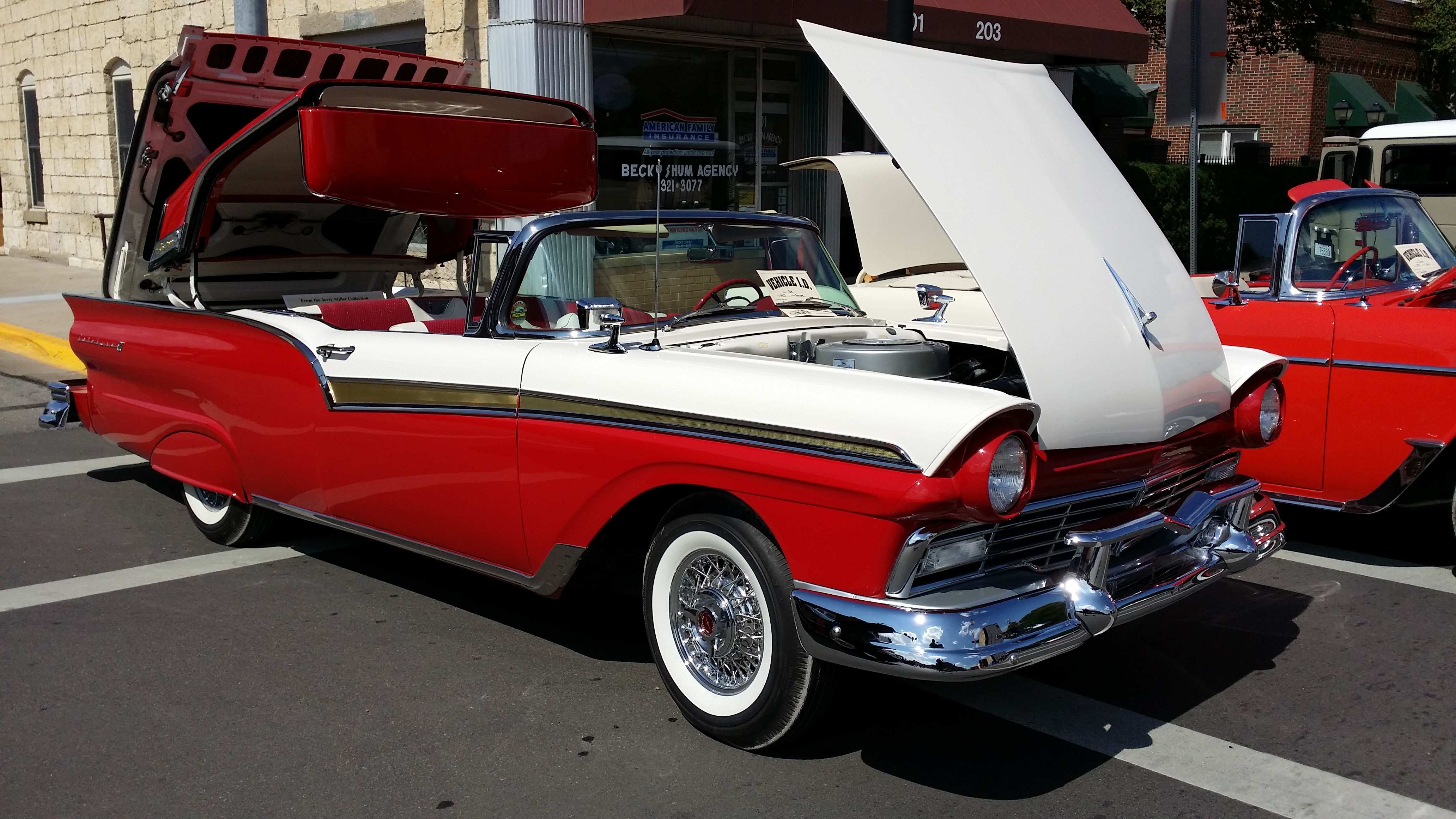
Fairlane 500 Skyliner de 1957.

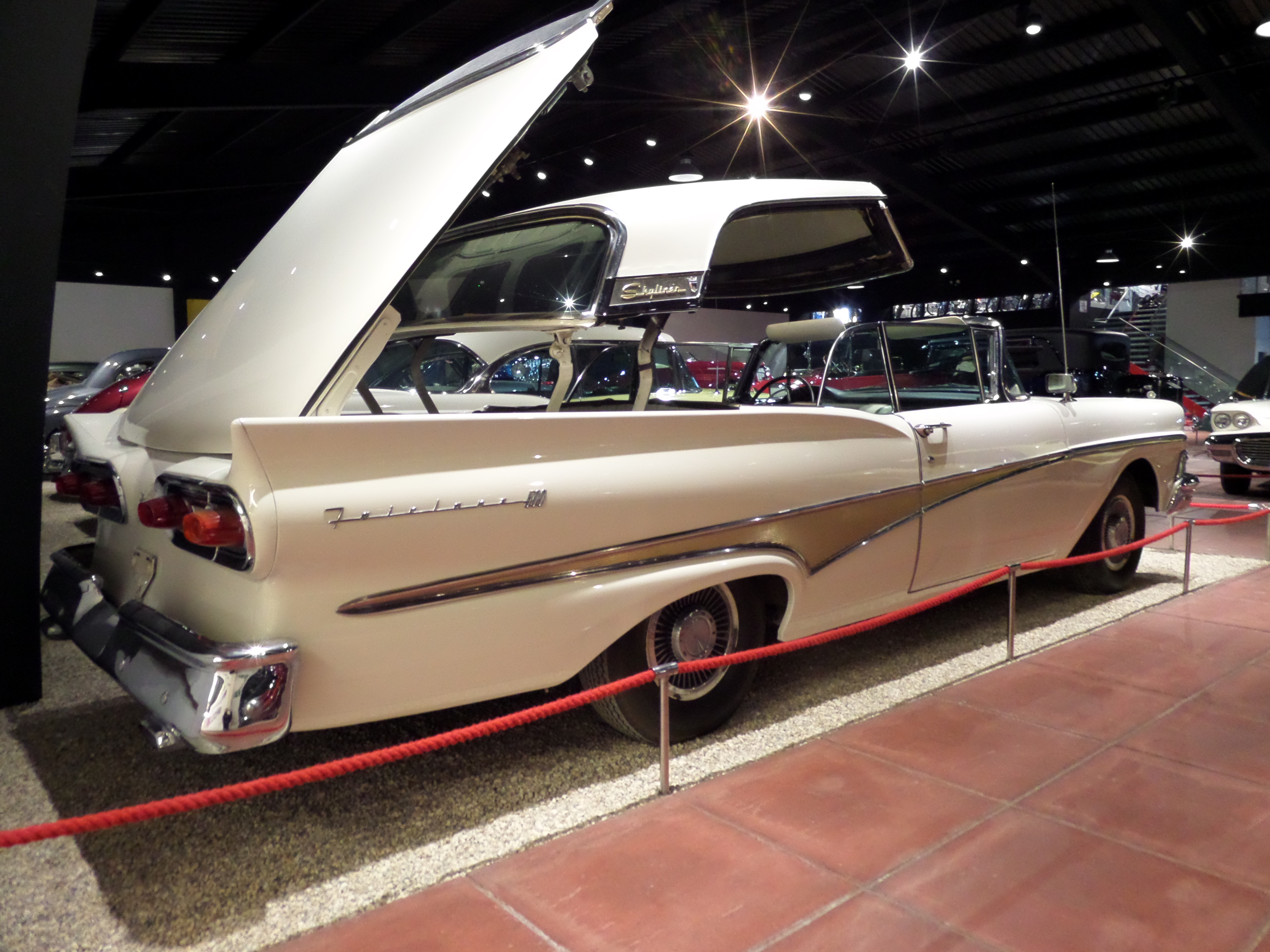
Toit rétractable dans le coffre d'une Fairlane 1958.

Les moteurs suivants, tous des V8, étaient disponibles dans la Fairlane 500 Skyliner.
| Taille                   | Puissance                                    | Années modèles    |
| 272 pouces cubes (4,5 L) | 190ch (140 kW)                               | 1957              |
| 292 pouces cubes (4,8 L) | 200ch (150 kW) 205ch (153 kW) 212ch (158 kW) | 1957, 1958 & 1959 |
| 312 pouces cubes (5,1 L) | 245ch (183 kW)                               | 1957              |
| 332 pouces cubes (5,4 L) | 225ch (168 kW) 240ch (180 kW) 265ch (198 kW) | 1958 & 1959       |
| 352 pouces cubes (5,8 L) | 300ch (220 kW)                               | 1958 & 1959       |

Deux transmissions manuelles, une à trois vitesses et une à trois vitesses avec surmultiplication, étaient disponibles, ainsi qu'une transmission automatique Ford-O-Matic à trois vitesses. À partir de 1958, la transmission automatique Cruise-O-Matic a été ajoutée, ce qui a fourni une deuxième plage de "démarrage" ("D2"), permettant un démarrage intermédiaire.

## Crestline Skyliner & Fairlane Crown Victoria Skyliner
Le nom Skyliner avait été utilisé par Ford sur des modèles antérieurs, à savoir la Crestline Skyliner à toit rigide deux portes de 1954 et la Fairlane Crown Victoria Skyliner coupé de 1955 et 1956. Ces modèles sont dotés d'un panneau de toit en verre acrylique transparent au-dessus des sièges avant.